# Být v sedmém nebi
Být v sedmém nebi je ustálené slovní spojení, které vešlo do českého slovníku jako rčení, přirovnání. Vyjadřuje zejména stav nebo pocit velikého štěstí, blaženosti a vrcholu rozkoše.
Termín sedmé nebe je součástí středověké teologické terminologie, nedílnou součástí židovské, křesťanské a islámské tradice. Označuje nejvyšší patro nebeské říše (také nebe nebeské či nebe nebes), říši nejvyšší dokonalosti, místo, kde sídlí Bůh. Sedm nebes si můžeme představit jako řadu sedmi soustředných kruhů, v jejichž středu je Země. Dostat se tam mohli jen ti nejhodnější z nejhodnějších. Podle názoru našich předků tam přišli po svých mučednických smrtích čeští národní patroni, kníže Václav a biskup Vojtěch Slavníkovec. Spojení „sedmé nebe“ – tedy jeho latinský ekvivalent – se objevilo poprvé v Kosmově Kronice české a autor je vložil do úst kněžně Libuši, věštící budoucí slávu hradu a města Prahy. 
Označení sedmé souvisí se symbolikou čísel, která měla ve středověku zvláštní význam. Sedmička symbolizovala úplnost a dokonalost. V obrazném myšlení to nejlepší.